# Peter Kodwo Appiah Turkson
Peter Kodwo Appiah Turkson, ganski rimskokatoliški duhovnik, škof in kardinal, * 11. oktober 1948, Wassaw Nsuta.

## Življenjepis
20. julija 1975 je prejel duhovniško posvečenje.
6. oktobra 1992 je bil imenovan za nadškofa Cape Coasta in 27. marca istega leta je prejel škofovsko posvečenje.
21. oktobra 2003 je bil povzdignjen v kardinala in imenovan za kardinal-duhovnika S. Liborio; ustoličen je bil 18. marca 2004.